# 서유기: 선리기연
서유기: 선리기연(중국어: 西遊記大結局之仙履奇緣, 영어: A Chinese Odyssey Part 2: Cinderella)은 1995년 2월 홍콩에서 개봉한 영화를 말한다. 제작자는 양국휘이며 감독은 유진위이고, 저우싱츠, 오맹달, 주인, 나가영, 막문위, 유진위, 채소분, 남결영이 출연하였다.
1995년 1월 홍콩에서 개봉한 서유기: 월광보합의 연장편이다. 가슴아픈 사랑이야기를 담고있다.

## 배역
- 지존보(손오공): 저우싱츠(주성치)
- 이당가(저팔계): 오맹달
- 당삼장(삼장법사): 나가영
- 백정정(백골정): 막문위
- 사오정: 강약성
- 보리노조: 유진위
- 반사대선: 주인
- 우마왕: 루수밍[1]
- 철선공주: 채소분
- 춘삼십랑: 남결영
- 우향향: 오각근

## 제작진
- 제작 – 양국휘
- 감독 – 유진위 (류진위 명의)
- 무술 – 정소동
- 기술 – 마언량
- 촬영 – 반항생
- 미술 – 양화생
- 조감독 – 강약성
- 기획 – 진미령, 조경문
- 각본 – 유진위 (기안 명의)

### EBS판 제작진 (2021년 7월 16일)
- 기획 – EBS
- 우리말 제작 – 벼리기획

## 한국어 더빙 성우진(MBC, 1997년 9월 16일)
- 안지환 - 지존보(손오공, 주성치)
- 박조호 - 이당가(부두목, 오맹달)
- 박영화 - 저팔계(오맹달)
- 정미연 - 백정정(막문위)
- 차명화 - 춘삼십랑(남결영)
- 변종필 - 당삼장(나가영)
- 이종오 - 우마왕(루수밍)
- 송도영 - 자하선사(주인)
- 홍승옥
- 김수희
- 이종혁
- 양희문
- 이승현
- 박소라

## 영화 노래
- 주제곡
  - 노래 제목: 《일생소애》[2], 가수 : 《노관정》

- 삽입곡
  - 노래 제목: 《Only You》[3], 가수 : 《나가영》

## 같이 보기
- 서유기
- 서유기: 월광보합